# جی‌.۵۰ فرسیا
G.50 Freccia (به انگلیسی: Fiat_G.50) یک هواگرد از نوع هواپیمای جنگنده ساخت شرکت Fiat است. هواگرد G.50 Freccia نخستین پروازش را در 26 February 1937[۲۳] میلادی انجام داد. این هواگرد در سال ۱۹۳۸ میلادی رسماً معرفی گردید و در سال‌های ۱۹۳۵–۱۹۴۳ تولید شده‌است. در مجموع، تعداد ۶۹۲ فروند از این هواگرد ساخته شده‌است.
طراح این هواگرد، Giuseppe Gabrielli بود.